# 哈斯科沃
哈斯科沃（羅馬化：Haskovo）是位於保加利亞南部的一個城市。距土耳其和希臘兩國邊境不遠。1985年是哈斯科沃建城1000周年。哈斯科沃是哈斯科沃州的首府所在地。這一地區自7000年前就開始有人居住。